# Ровен (Долина Аосте)
Ровен је насеље у Италији у округу Долина Аосте, региону Долина Аосте.
Према процени из 2011. у насељу је живело 44 становника. Насеље се налази на надморској висини од 832 м.